# Ellipteroides acanthias
Ellipteroides acanthias är en tvåvingeart som först beskrevs av Alexander 1941.  Ellipteroides acanthias ingår i släktet Ellipteroides och familjen småharkrankar.
Artens utbredningsområde är Peru. Inga underarter finns listade i Catalogue of Life.